# Botas de goma

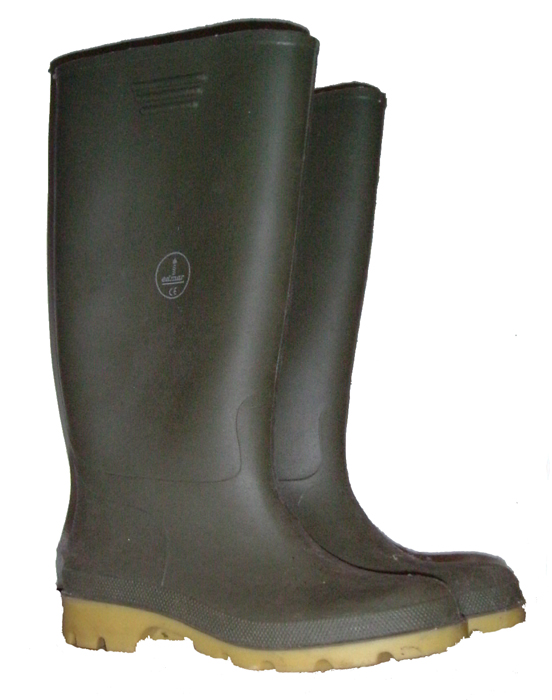
Un par de botas de goma.

Las botas de goma, botas de agua, botas de lluvia o katiuskas son un tipo de botas impermeables y sin cordones, que protegen a quien las usa del agua y el barro. Son utilizadas principalmente como parte de la indumentaria de trabajo en ciertas actividades que requieren protección en condiciones adversas. Generalmente están hechas de caucho o de policloruro de vinilo.
El nombre "Katiuska" proviene de una famosa zarzuela (género de teatro lírico) escrita por Emilio González del Castillo y Manuel Martí Alonso y música compuesta por Pablo Sorozábal, que se estrenó en el Teatro Victoria de Barcelona el 27 de enero de 1931.
Dicha obra musical, llamada "Katiuska, la mujer rusa" donde la protagonista llevaba unas botas de media caña, fue popularizada y debido al hecho que muchas mujeres pedían en las zapatería botas como las de Katiuska se les empezó a llamar así. 
En el mundo anglosajón se llaman "Wellington boots" o "Wellies" debido a la popularización de estas por el duque de Wellington. 
Además, en Estados Unidos, Australia o Nueva Zelanda son llamadas "gumboots".